# Consejo de asesores en materia económica del gobierno ecuatoriano
El Consejo de Asesores en Materia Económica del gobierno ecuatoriano es una comisión que fue convocada el 9 de junio de 2020 por el presidente Lenín Moreno para abrir un "espacio de consulta externa, que no tendrá carácter vinculante" en temas de política económica del Ecuador.
Sus miembros originales fueron son Manuel González, Vicente Albornoz, Augusto de la Torre y Fausto Ortiz. En noviembre de 2021 salieron González y Ortiz se retiraron e ingresó el exvicepresidente de Ecuador Alberto Dahik
Todos los miembros del Consejo Asesor ejercen una función ad honorem, es decir, no ocupan ningún cargo público y no perciben ninguna remuneración del gobierno, ni directa ni indirectamente.
La creación de la Comisión recibió una amplia cobertura en los medios ecuatorianos.